# Пам'ятники Оболонського району
Дана стаття призначена для ознайомлення, зокрема візуального, з пам'ятниками і скульптурами в Оболонському районі столиці України міста Києва, а також подання коротких відомостей про них.
У Оболонському районі в історичній Оболоні на київському правобережжі встановлено порівняно небагато пам'ятників і скульптур. Район наприкінці XX століття став одним з найпрестижніших житлових масивів (так звані «Оболонськи Липки»), тут впроваджуються нові методи будівництва, зводяться висотки. Певне новаторство помітне і в міській скульптурі району — модерністські за виконанням або спрямуванням скульптури (пам'ятники Будівничому та Митцю, скульптура «Вітрильник»); непритамані Україні монументи (стела «Сантьяґо-де-Чилі»).
Оболонь цікава й тим, що тут встановлено один з перших пам'ятників дічеві культури новочасної міської національної діаспори — поету Азербайджану Самедові Вургуну (2006).

## Галерея пам'ятників
Пам'ятники подаються у формі таблиці; за можливістю вказуються вихідні дані — розташування та точні географічні координати, дату встановлення, авторів, додаткові відомості тощо, наводяться фото. Всередині таблиць пам'ятники розміщені за іменами, кому або чому присвячені, а групуються за абеткою. Список є неповним і постійно редагується. До списку, зазвичай, не включаються пам'ятники (переважно бюсти) на території підприємств, натомість паркові, а також на території публічних і культових об'єктів, за можливістю, наводяться.
| Назва                                                          | Розташування | Координати                                                                      | Короткі відомості | Зображення                                                                  |
| -------------------------------------------------------------- | --- | ------------------------------------------------------------------------------- | --- | --------------------------------------------------------------------------- |
|                                                                | |                                                                                 | |                                                                             |
| Апостолів Луки та Іоана, фігури                                | на проспекті Володимира Івасюка                                                                                         | 50°30′44.46″ пн. ш. 30°30′27.64″ сх. д. / 50.5123500° пн. ш. 30.5076778° сх. д. | Встановлено при вході до сучасного житлового комплексу над Дніпром — на двох постаментах дві пари євангелістів: справа Марк та Матвій, зліва — Лука та Іоан. |                                                                             |
| Апостолів Матвія та Марка, фігури                              | на проспекті Володимира Івасюка                                                                                         | 50°30′42.63″ пн. ш. 30°30′27.25″ сх. д. / 50.5118417° пн. ш. 30.5075694° сх. д. | Встановлено при вході до сучасного житлового комплексу над Дніпром — на двох постаментах дві пари євангелістів: справа Марк та Матвій, зліва — Лука та Іоан. |                                                                             |
| Будівничому, фігура                                            | біля входу до офісу корпорації «Столиця» (вулиця Левка Лук'яненка, 29-б)                                                | 50°30′45.87″ пн. ш. 30°30′18.10″ сх. д. / 50.5127417° пн. ш. 30.5050278° сх. д. | Встановлено скульптуру за проектом творчої майстерні «Веса» в 2001 році. Фігуру зроблено в постмодернізмі, через що існує стійке несприйняття монумента частиною громадськості. |                                                                             |
| Вітрильник                                                     | на початку проспекту Володимира Івасюка (після спуску з Північного мосту, праворуч)                                     | 50°29′25″ пн. ш. 30°31′32.09″ сх. д. / 50.49028° пн. ш. 30.5255806° сх. д.      | |                                                                             |
| Вургуну Самеду                                                 | перед районною бібліотекою ім. Самеда Вургуна (вулиця Олександра Архипенка, 3)                                          | 50°29′46.59″ пн. ш. 30°30′43″ сх. д. / 50.4962750° пн. ш. 30.51194° сх. д.      | Урочисте відкриття пам'ятника азербайджанському поету Самеду Вургуну відбулося у вересні 2006 року з нагоди 100-річного ювілею від дня його народження. Автор — азербайджанський скульптор Сейфаддін Чурбанов. Пам'ятник відкрито за ініціативи та сприяння Посольства Азербайджанської Республіки в Україні, Конгресу азербайджанців України та за підтримки Оболонської райдержадміністрації в місті Києві. |                                                                             |
| Герої не вмирають, пам'ятник                                   | сквер перед будинком по вулиці Левка Лук'яненка, 18                                                                     | 50°30′38.2″ пн. ш. 30°30′21.4″ сх. д. / 50.510611° пн. ш. 30.505944° сх. д.     | | Файл:Пам'ятник "Герої не вмирають" на вул. Маршала Тимошенка, 18 (Київ).jpg |
| Леніну Володимиру                                              | у Куренівському провулку, 15                                                                                            | 50°29′29.8″ пн. ш. 30°28′27.7″ сх. д. / 50.491611° пн. ш. 30.474361° сх. д.     | Погруддя Володимира Леніна встановлено на території заводу «Поліграф». |                                                                             |
| Митцю, фігура                                                  | перед будівлею творчої майстерні VISAK (вулиця Левка Лук'яненка, 21)                                                    | 50°30′46.03″ пн. ш. 30°29′45.60″ сх. д. / 50.5127861° пн. ш. 30.4960000° сх. д. | |                                                                             |
| Михайла Архангела, фігура                                      | у сквері неподалік будівлі районної ради і районної держадміністрації Оболонського району (вулиця Левка Лук'яненка, 16) | 50°30′41.46″ пн. ш. 30°30′01.05″ сх. д. / 50.5115167° пн. ш. 30.5002917° сх. д. | |                                                                             |
| На спомин 25-ї річниці Чорнобильської трагедії, пам'ятний знак | перед пожежною частиною (вулиця Героїв полку «Азов», 6)                                                                 |                                                                                 | Напис: "На спомин про Чорнобильську трагедію. Встановлено 26 квітня 2011 року, до 25-річчя аварії на ЧАЕС, за сприяння Оболонської районної в місті Києві державної адміністрації" |                                                                             |
| Пожежникам                                                     | перед пожежною частиною (вулиця Героїв полку «Азов», 6)                                                                 | 50°30′3.6″ пн. ш. 30°29′27″ сх. д. / 50.501000° пн. ш. 30.49083° сх. д.         | Написи на постаменті пам’ятника: БЛИЖНЬОМУ — ЗАХИСТ, ГЕРОЯМ — ПОШАНА технік-лейтенант Паренко П. В. сержант Костюченко П. М. єфрейтор вн. сл. Монько І. М. ст. сержант вн. сл. Бурдеєв П. В. лейтенант вн. сл. Волосов І. О. ст. лейтенант вн. сл. Михайловський І. О. сержант вн. сл. Бортніков А. Г. ст. сержант вн. сл. Ложкін В. П. сержант вн. сл. Черненко Р. Л. сержант вн. сл. Якименко С. В.         |                                                                             |
| Сантьяго де Чилі, пам'ятний знак                               | у центрі площі Сантьяго-де-Чилі                                                                                         | 50°30′22.7″ пн. ш. 30°30′32.74″ сх. д. / 50.506306° пн. ш. 30.5090944° сх. д.   | Пам'ятний знак споруджено в травні 2001 року на честь дружніх стосунків України та Чилі, і зокрема побратимства столиць, міст Києва та Сантьяго-де-Чилі. Являє собою з'єднані воєдино три металеві колони з символами держави Чилі нагорі — кондором та гуанако. В цілому відповідає стилістиці подібних монументів у Латинській Америці.                                                                     |                                                                             |
| Старшинам Армії УНР-уродженцям Києва, пам'ятний знак           | на вул. Героїв полку «Азов», 6-а                                                                                        | 50°30′3.46″ пн. ш. 30°29′32.44″ сх. д. / 50.5009611° пн. ш. 30.4923444° сх. д.  | Встановлений на подвір’ї храму ікони Божої Матері «Неопалима Купина» УПЦ КП |                                                                             |
| На братській могилі                                            | Пуща-Водицьке кладовище                                                                                                 | 50°33′17.6″ пн. ш. 30°20′17.2″ сх. д. / 50.554889° пн. ш. 30.338111° сх. д.     | |                                                                             |